# Euagra splendida
Euagra splendida är en fjärilsart som beskrevs av Butler 1876. Euagra splendida ingår i släktet Euagra och familjen björnspinnare. Inga underarter finns listade i Catalogue of Life.